# Шемсединович, Рашид
Рашид (Решид) «Рале» Шемсединович (серб. Рашид „Рале” Шемсединовић; 11 января 1941, Белград — 14 ноября 2021, Белград) — югославский и сербский хоккеист и хоккейный тренер. Вратарь.

## Биография
Рашид Шемсединович считается одним из известнейших игроков ХК «Партизан». В детстве он увлекался футболом, волейболом, настольным теннисом и гимнастикой, однако выбор его пал на хоккей с шайбой. Рашид был игроком-самоучкой, начинал карьеру в клубе «Авала». После расформирования клуба «Авала», который фактически был фарм-клубом «ОХК Белград», Рашид перешёл в «ОХК Белград». В ходе своей карьеры за ОХК Шемсединович совершил хоккейное турне по Австрии, Италии, Швеции и Франции. В 1961 году закрепился в основном составе клуба, но уже в 1962 году перешёл в клуб «Партизан», который искал замену вратарю.
В 1966 году он переехал в Белград из Баня-Луки, где проходил воинскую службу, — в его спортивной роте служили легкоатлеты, боксёры и теннисисты, которые при этом были чемпионами страны. После долгих переговоров он согласился стать игроком «Партизана», поскольку само руководство не особо желало видеть Рашида в рядах хоккейной команды — его пытались переманить и в «Црвену Звезду». Ворота «чёрно-белых» он защищал до 1984 года в матчах чемпионата Югославии. Всего за 27 сезонов он провёл 342 игры, что считается клубным рекордом. Сезон 1984/85 он провёл уже за «Црвену Звезду», которая тогда была финансово устойчивой: в её составе играли словенские игроки, а также два американца и один канадец. Карьеру завершил в «Партизане». По ходу карьеры его звали выступать в Италию (1974 год) и клубы Словении (1979 год), однако Рашид отклонил эти предложения.
С 1962 года Рашид привлекался в сборную Югославии. Всего в составе сборной Югославии он провёл 75 игр: выступал на Олимпиаде 1964 года (ни одного матча, однако, не провёл) и на нескольких чемпионатах мира (в том числе 1966 и 1974 году). В 1968 году из-за серьёзной подготовки в Есенице он не попал в состав сборной на Олимпийские игры, а в 1971 году из-за травмы в матче против Японии пропустил игры 1972 года.
После игровой карьеры работал тренером молодёжных команд Югославии и Сербии, имел опыт работы в штабе «Црвены Звезды» в сезоне 2009/10 тренировал «Спартак» из Суботицы и с ним стал серебряным призёром чемпионата страны. В сезоне 2016/17 был помощником тренера ХК «Партизан». Хоккеем увлекаются игравший в ОХК брат Рашида и сын, который выступал за юниорскую, молодёжную и основную сборные.
Умер 14 ноября 2021 года.